# روز بازخرید
روز بازخرید، (به انگلیسی: Call date) روزی است که اوراق بهادار قبل از سررسید، بازخرید می‌شود. بازخرید اوراق مزبور به ارزش اسمی سهام به همراه بهره اندکی صورت می‌گیرد. به‌عنوان مثال، در قرارداد یک سند قرضه ۲۰ ساله ممکن است پیش‌بینی شده باشد که اگر انتشار اوراق جدید متضمن منافع ناشر باشد، بعد از ۱۰ سال از انتشار آن سند قرضه فرا می‌رسد. هنگام خرید اوراق قرضه، دانستن «روز بازخرید» مهم است، چرا که نمی‌توان به دریافت بهره بعد از این تاریخ مطمئن بود.